# Grupo circular
El grupo circular, representado por {\displaystyle S^{1}}, es el grupo multiplicativo formado por los números complejos ubicados sobre la circunferencia unidad {\displaystyle S^{1}} del plano complejo, es decir, los números complejos cuyo valor absoluto es 1. En símbolos,
{\displaystyle S^{1}=\{z\in \mathbb {C} :\vert z\vert =1\}},
con la operación de grupo la multiplicación de números complejos. Puesto que el producto de números complejos es conmutativo, se trata de un grupo abeliano.

La multiplicación de dos números complejos y es el número complejo.

Todo elemento de {\displaystyle S^{1}} es de la forma {\displaystyle e^{i\theta }}, con e la base del logaritmo natural, i la unidad imaginaria y θ un número real cualquiera. Esta caracterización de los elementos de {\displaystyle S^{1}} hace manifiesta la interpretación geométrica de su producto, pues {\displaystyle e^{i\theta _{1}}\cdot e^{i\theta _{2}}=e^{i(\theta _{1}+\theta _{2})}}, lo que muestra que el producto de elementos de {\displaystyle S^{1}} equivale a una rotación respecto del origen del plano complejo.
El grupo circular es un subgrupo del grupo multiplicativo de los números complejos no nulos, {\displaystyle \mathbb {C} ^{*}=\{z\in \mathbb {C} :z\neq 0\}}. Un resultado interesante es que, de hecho, los grupos multiplicativos {\displaystyle S^{1}} y {\displaystyle \mathbb {C} ^{*}} son isomorfos.
Una forma equivalente de definir al grupo circular es como el grupo multiplicativo de las matrices unitarias complejas de {\displaystyle 1\times 1}, representado por {\displaystyle \mathrm {U} (1)}.

## Propiedades
Es un hecho básico que este grupo puede ser representado linealmente mediante matrices ortogonales:

{\displaystyle {\begin{bmatrix}\cos t&-\operatorname {sen} t\\\operatorname {sen} t&\cos t\end{bmatrix}}}

con estos objetos el conjunto recibe el símbolo {\displaystyle \mathrm {U} (1)\,} también conocido como grupo especial unitario, matrices sobre los complejos de determinante igual a 1 y cuya matriz inversa (inverso multiplicativo) es su transpuesta. Esto es por ser matrices de {\displaystyle 1\times 1} de entrada compleja 
{\displaystyle e^{i\theta }\cong {\begin{bmatrix}\cos \theta &-\operatorname {sen} \theta \\\operatorname {sen} \theta &\cos \theta \end{bmatrix}}}
aquí el sentido de la equivalencia es de isomorfismo de grupos continuos.
El símbolo {\displaystyle \mathrm {SO} (2)\,} representa el conjunto de estas matrices de {\displaystyle 2\times 2} cuyo determinante es igual a uno ({\displaystyle \mathrm {SO} (2):=\{A\in {\mathcal {M}}_{2\times 2}(\mathbb {R} ):\det(A)=1\}}). El conjunto {\displaystyle \mathrm {SO} (2)\,} también es isomorfo a {\displaystyle \mathrm {U} (1)\,}.